# 36060 Babuška
36060 Babuška è un asteroide della fascia principale. Scoperto nel 1999, presenta un'orbita caratterizzata da un semiasse maggiore pari a 2,5915835 UA e da un'eccentricità di 0,2074249, inclinata di 3,49308° rispetto all'eclittica.